# Liderança coletiva
Liderança coletiva (em russo:  коллективное руководство, kollektivnoye rukovodstvo) ou coletividade de liderança (em russo:  коллективность руководства, kollektivnost rukovodstva) é uma distribuição de poder dentro de uma estrutura organizacional. Foi adotada na União das Repúblicas Socialistas Soviéticas (URSS) e principalmente em partidos ou Estados comunistas, socialistas e ambientalistas. Na URSS, sua principal tarefa era distribuir poderes e funções entre o Politburo (Presidium) e o Comitê Central do Partido Comunista da União Soviética, bem como o Conselho de Ministros, para impedir qualquer tentativa de criar uma autocracia. A liderança coletiva foi caracterizada por limitar os poderes do secretário-geral e o primeiro-ministro, aumentando os poderes de órgãos coletivos, como o Politburo.
A liderança coletiva foi introduzida na URSS após a morte de Stalin em 1953 e os líderes subsequentes governaram como parte de um coletivo. O primeiro secretário Nikita Khrushchev criticou o governo de Stalin no 20º Congresso do Partido, mas suas decisões consideradas erráticas levaram à sua expulsão em 1964. Ele foi substituído por Leonid Brezhnev como primeiro secretário e por Alexei Kosygin como premier. Embora Brezhnev ganhasse cada vez mais destaque sobre seus colegas, ele manteve o apoio ao Politburo, consultando seus membros sobre todas as políticas. A liderança coletiva foi mantida sob Yuri Andropov e Konstantin Chernenko.

## União Soviética

### Primeiros anos
Ideólogos soviéticos acreditavam que Lênin, o primeiro líder soviético, pensava que apenas a liderança coletiva poderia proteger o partido de erros graves. Joseph Stalin, que consolidou seu poder após a morte de Lenin em 1924, apoiou a ideia, mas ainda manteve grandes poderes concentrados em si próprio. Após sua morte, em 5 de março de 1953, seus sucessores estabeleceram efetivamente os valores da liderança coletiva. Georgy Malenkov, Lavrentiy Beria e Vyacheslav Molotov formaram uma liderança coletiva imediatamente após a morte de Stalin, mas que entrou em colapso quando Malenkov e Molotov se voltaram contra Beria. Após a prisão de Beria (26 de junho de 1953), Nikita Khrushchev proclamou a liderança coletiva como o "princípio supremo do nosso partido". Ele afirmou ainda que apenas as decisões aprovadas pelo Comitê Central (CC) poderiam garantir uma boa liderança para o partido e para o país. Khrushchev usou essas ideias para obter apoio suficiente para remover seus oponentes do poder, mais notavelmente Malenkov, que renunciou em fevereiro de 1955.
Durante o 20º Congresso do Partido Comunista da União Soviética, Khrushchev criticou o governo de Stalin e seu "culto à personalidade". Ele acusou Stalin de reduzir as atividades do partido e pôr fim ao centralismo democrático, entre outros. Nos três anos seguintes à morte de Stalin, o Comitê Central e o Politburo trabalharam consistentemente para defender a liderança coletiva perdida. O governo de Khrushchev como primeiro secretário permaneceu altamente controverso. A primeira tentativa de derrubar Khrushchev ocorreu em 1957, quando o chamado Grupo Antipartido o acusou de liderança individualista. O golpe falhou, mas a posição de Khrushchev enfraqueceu drasticamente. No entanto, Khrushchev continuou a retratar seu regime como um "governo do coletivo" mesmo depois de se tornar primeiro-ministro do Conselho de Ministros, substituindo Nikolai Bulganin.
| Ordem oficial de precedência (em 5 de março de 1953) | Ordem oficial de precedência (em 5 de março de 1953) | Ordem oficial de precedência (em 5 de março de 1953) | Ordem oficial de precedência (em 5 de março de 1953)                                      | Ordem oficial de precedência (em 5 de março de 1953) |
| Imagem                                               | Informações                                          | Informações                                          | Ocupação                                                                                  |                                                      |
| ---------------------------------------------------- | ---------------------------------------------------- | ---------------------------------------------------- | ----------------------------------------------------------------------------------------- | ---------------------------------------------------- |
| Georgy Malenkov                                      | Posição                                              | 1º                                                   | Primeiro-ministro do Conselho de Ministros                                                |                                                      |
| Georgy Malenkov                                      | Nome                                                 | Georgy Malenkov                                      | Primeiro-ministro do Conselho de Ministros                                                |                                                      |
| Georgy Malenkov                                      | Nascimento                                           | 8 de janeiro de 1902                                 | Primeiro-ministro do Conselho de Ministros                                                |                                                      |
| Georgy Malenkov                                      | Local                                                | Orenburg, Orenburg Oblast                            | Primeiro-ministro do Conselho de Ministros                                                |                                                      |
| Georgy Malenkov                                      | Morte                                                | 14 de janeiro de 1988                                | Primeiro-ministro do Conselho de Ministros                                                |                                                      |
| Lavrentiy Beria                                      | Posição                                              | 2º                                                   | Primeiro vice-primeiro-ministro do Conselho de Ministros Ministro de Assuntos Internos    |                                                      |
| Lavrentiy Beria                                      | Nome                                                 | Lavrentiy Beria                                      | Primeiro vice-primeiro-ministro do Conselho de Ministros Ministro de Assuntos Internos    |                                                      |
| Lavrentiy Beria                                      | Nascimento                                           | 29 de março de 1899                                  | Primeiro vice-primeiro-ministro do Conselho de Ministros Ministro de Assuntos Internos    |                                                      |
| Lavrentiy Beria                                      | Local                                                | Merkheuli, Sukhumi                                   | Primeiro vice-primeiro-ministro do Conselho de Ministros Ministro de Assuntos Internos    |                                                      |
| Lavrentiy Beria                                      | Morte                                                | 23 de dezembro de 1953                               | Primeiro vice-primeiro-ministro do Conselho de Ministros Ministro de Assuntos Internos    |                                                      |
| Vyacheslav Molotov                                   | Posição                                              | 3º                                                   | Primeiro vice-primeiro-ministro do Conselho de Ministros Ministro das Relações Exteriores |                                                      |
| Vyacheslav Molotov                                   | Nome                                                 | Vyacheslav Molotov                                   | Primeiro vice-primeiro-ministro do Conselho de Ministros Ministro das Relações Exteriores |                                                      |
| Vyacheslav Molotov                                   | Nascimento                                           | 9 de março de 1890                                   | Primeiro vice-primeiro-ministro do Conselho de Ministros Ministro das Relações Exteriores |                                                      |
| Vyacheslav Molotov                                   | Local                                                | Sovetsk, Oblast de Kirov                             | Primeiro vice-primeiro-ministro do Conselho de Ministros Ministro das Relações Exteriores |                                                      |
| Vyacheslav Molotov                                   | Morte                                                | 8 de novembro de 1986                                | Primeiro vice-primeiro-ministro do Conselho de Ministros Ministro das Relações Exteriores |                                                      |
| Kliment Voroshilov                                   | Posição                                              | 4º                                                   | Presidente do Presidium do Soviete Supremo                                                |                                                      |
| Kliment Voroshilov                                   | Nome                                                 | Kliment Voroshilov                                   | Presidente do Presidium do Soviete Supremo                                                |                                                      |
| Kliment Voroshilov                                   | Nascimento                                           | 4 de fevereiro de 1881                               | Presidente do Presidium do Soviete Supremo                                                |                                                      |
| Kliment Voroshilov                                   | Local                                                | Lysychansk, Luhansk Oblast                           | Presidente do Presidium do Soviete Supremo                                                |                                                      |
| Kliment Voroshilov                                   | Morte                                                | 2 de dezembro de 1969                                | Presidente do Presidium do Soviete Supremo                                                |                                                      |
| Nikita Khrushchev                                    | Posição                                              | 5º                                                   | Informalmente o Segundo Secretário do Partido                                             |                                                      |
| Nikita Khrushchev                                    | Nome                                                 | Nikita Khrushchev                                    | Informalmente o Segundo Secretário do Partido                                             |                                                      |
| Nikita Khrushchev                                    | Nascimento                                           | 15 de abril de 1894                                  | Informalmente o Segundo Secretário do Partido                                             |                                                      |
| Nikita Khrushchev                                    | Local                                                | Kalinovka, Oblast de Kursk                           | Informalmente o Segundo Secretário do Partido                                             |                                                      |
| Nikita Khrushchev                                    | Morte                                                | 11 de setembro de 1971                               | Informalmente o Segundo Secretário do Partido                                             |                                                      |
|                                                      | Posição                                              | 6º                                                   | Ministro da Defesa                                                                        |                                                      |
| Nome                                                 | Nikolai Bulganin                                     |                                                      | Ministro da Defesa                                                                        |                                                      |
| Nascimento                                           | 30 de março de 1895                                  |                                                      | Ministro da Defesa                                                                        |                                                      |
| Local                                                | Nizhny Novgorod, Nizhny Novgorod Oblast              |                                                      | Ministro da Defesa                                                                        |                                                      |
| Morte                                                | 24 de fevereiro de 1975                              |                                                      | Ministro da Defesa                                                                        |                                                      |
| Lazar Kaganovich                                     | Posição                                              | 7º                                                   | Primeiro vice-primeiro-ministro do Conselho de Ministros                                  |                                                      |
| Lazar Kaganovich                                     | Nome                                                 | Lazar Kaganovich                                     | Primeiro vice-primeiro-ministro do Conselho de Ministros                                  |                                                      |
| Lazar Kaganovich                                     | Nascimento                                           | 22 de novembro de 1893                               | Primeiro vice-primeiro-ministro do Conselho de Ministros                                  |                                                      |
| Lazar Kaganovich                                     | Local                                                | Kabany, perto de Kiev                                | Primeiro vice-primeiro-ministro do Conselho de Ministros                                  |                                                      |
| Lazar Kaganovich                                     | Morte                                                | 25 de julho de 1991                                  | Primeiro vice-primeiro-ministro do Conselho de Ministros                                  |                                                      |
| Anastas Mikoyan                                      | Posição                                              | 8º                                                   | Ministro do Comércio Exterior                                                             |                                                      |
| Anastas Mikoyan                                      | Nome                                                 | Anastas Mikoyan                                      | Ministro do Comércio Exterior                                                             |                                                      |
| Anastas Mikoyan                                      | Nascimento                                           | 25 de novembro de 1895                               | Ministro do Comércio Exterior                                                             |                                                      |
| Anastas Mikoyan                                      | Local                                                | Sanahin                                              | Ministro do Comércio Exterior                                                             |                                                      |
| Anastas Mikoyan                                      | Morte                                                | 21 de outubro de 1978                                | Ministro do Comércio Exterior                                                             |                                                      |
|                                                      | Posição                                              | 9º                                                   | Ministro da Construção de Máquinas Presidente do Comitê Estadual de Planejamento          |                                                      |
| Nome                                                 | Maksim Saburov                                       |                                                      | Ministro da Construção de Máquinas Presidente do Comitê Estadual de Planejamento          |                                                      |
| Nascimento                                           | 2 de fevereiro de 1900                               |                                                      | Ministro da Construção de Máquinas Presidente do Comitê Estadual de Planejamento          |                                                      |
| Local                                                | Druzhkivka                                           |                                                      | Ministro da Construção de Máquinas Presidente do Comitê Estadual de Planejamento          |                                                      |
| Morte                                                | 24 de março de 1977                                  |                                                      | Ministro da Construção de Máquinas Presidente do Comitê Estadual de Planejamento          |                                                      |
|                                                      | Posição                                              | 10º                                                  | —                                                                                         |                                                      |
| Nome                                                 | Mikhail Pervukhin                                    |                                                      | —                                                                                         |                                                      |
| Nascimento                                           | 14 de outubro de 1904                                |                                                      | —                                                                                         |                                                      |
| Local                                                | Yuryuzan                                             |                                                      | —                                                                                         |                                                      |
| Morte                                                | 22 de julho de 1978                                  |                                                      | —                                                                                         |                                                      |

### Declínio

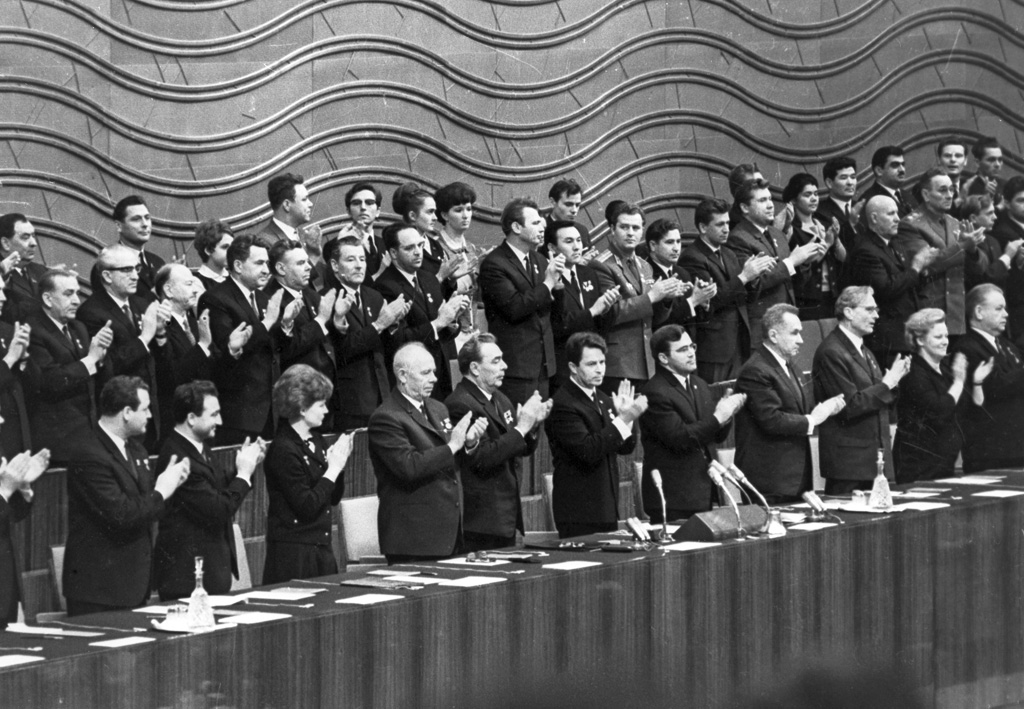
Brezhnev (centro com Nikolai Podgorny) entre os membros do Presidium do Soviete Supremo da URSS

A maioria dos observadores ocidentais acreditava que Khrushchev havia se tornado o líder supremo da União Soviética no início dos anos 1960, mesmo que isso não fosse verdade. O Presidium, que se ressentia do estilo de liderança de Khrushchev e temia a autocracia de Mao Zedong e o crescente culto à personalidade na China, começou uma campanha contra Khrushchev em 1963. Esta campanha culminou em 1964 com a substituição de Khrushchev em seus cargos de secretário por Leonid Brezhnev e de líder do Conselho de Ministros por Alexei Kosygin. Brezhnev e Kosygin, junto com Mikhail Suslov, Andrei Kirilenko e Anastas Mikoyan (substituído em 1965 por Nikolai Podgorny), foram eleitos para seus respectivos cargos para formar e liderar uma liderança coletiva funcional. Uma das razões para a expulsão de Khrushchev, como Suslov disse a ele, foi sua violação da liderança coletiva. A remoção foi elogiada pela mídia soviética como um retorno às "normas leninistas da vida partidária". No plenário que derrubou Khrushchev, o Comitê Central proibiu qualquer indivíduo de ocupar o cargo de secretário-geral e premier simultaneamente.
A liderança era geralmente chamada de "Brezhnev-Kosygin", em vez de liderança coletiva, pelas mídias do primeiro mundo. No início, Kosygin era o principal administrador econômico e Brezhnev o principal responsável pela gestão quotidiana do partido e pelos assuntos internos. A posição de Kosygin foi posteriormente enfraquecida quando ele introduziu uma reforma em 1965 que tentou descentralizar a economia soviética. A reforma levou a uma reação negativa, com Kosygin perdendo apoiadores porque muitos altos funcionários assumiram uma postura cada vez mais anti-reformista devido à Primavera de Praga de 1968.
Com o passar dos anos, Brezhnev ganhou cada vez mais destaque, e na década de 1970 ele até criou uma "Secretaria do Secretário Geral" para fortalecer sua posição dentro do Partido. No 25º Congresso do Partido, Brezhnev foi amplamente elogiado. Ele conseguiu manter o apoio do Politburo ao não introduzir as mesmas medidas de reforma abrangentes vistas durante o governo de Khrushchev. Conforme observado por autoridades estrangeiras, ele se sentiu obrigado a discutir propostas com o Politburo.

### Últimos anos
À medida que a saúde de Brezhnev piorava no final dos anos 1970, a liderança tornou-se ainda mais coletiva. A morte de Brezhnev não alterou o equilíbrio de poder de forma radical, e Yuri Andropov e Konstantin Chernenko foram obrigados pelo protocolo a governar o país da mesma forma que Brezhnev. Quando Mikhail Gorbachev foi eleito para o cargo de secretário-geral em março de 1985, alguns observadores se perguntaram se ele poderia ser o líder a superar as restrições da liderança coletiva. A agenda de reformas de Gorbachev conseguiu alterar o sistema político soviético para sempre; no entanto, essa mudança fez dele alguns inimigos. Muitos dos aliados mais próximos de Gorbachev discordaram dele sobre quais reformas eram necessárias ou quão radicais elas deveriam ser.

## Análise

### Avaliações soviéticas
De acordo com a literatura soviética, o Comitê Central e não o Politburo era o coração da liderança coletiva em nível nacional. Em nível subnacional, todos os órgãos do partido e do governo deveriam trabalhar juntos para garantir a liderança coletiva em vez de apenas o Comitê Central. No entanto, como em muitas outras teses ideológicas, a definição de liderança coletiva foi aplicada "flexivelmente a uma variedade de situações". Em alguns rascunhos ideológicos soviéticos, a liderança coletiva pode ser comparada a liderança colegial em vez de uma liderança do coletivo. De acordo com um livro soviético, a liderança coletiva era:

As convocações regulares de congressos do partido e sessões plenárias do Comitê Central, reuniões regulares de todos os órgãos eleitorais do partido, discussão pública em geral das principais questões do Estado, desenvolvimento econômico e partidário, ampla consulta com pessoas empregadas em vários ramos da economia e vida cultural…"

Em contraste com o fascismo, que disponibiliza poderes a um só, o leninismo defende a "liderança coletiva democrática" dentro do partido. Assim, a justificativa da liderança coletiva na União Soviética era fácil de justificar. As inseguranças da liderança de Stalin e do governo de Khrushchev reforçaram a vontade da coletividade e não do individualismo. A liderança coletiva foi muito valorizada durante os mandatos de Stalin e Khrushchev, mas foi violada na prática.

### Observadores externos

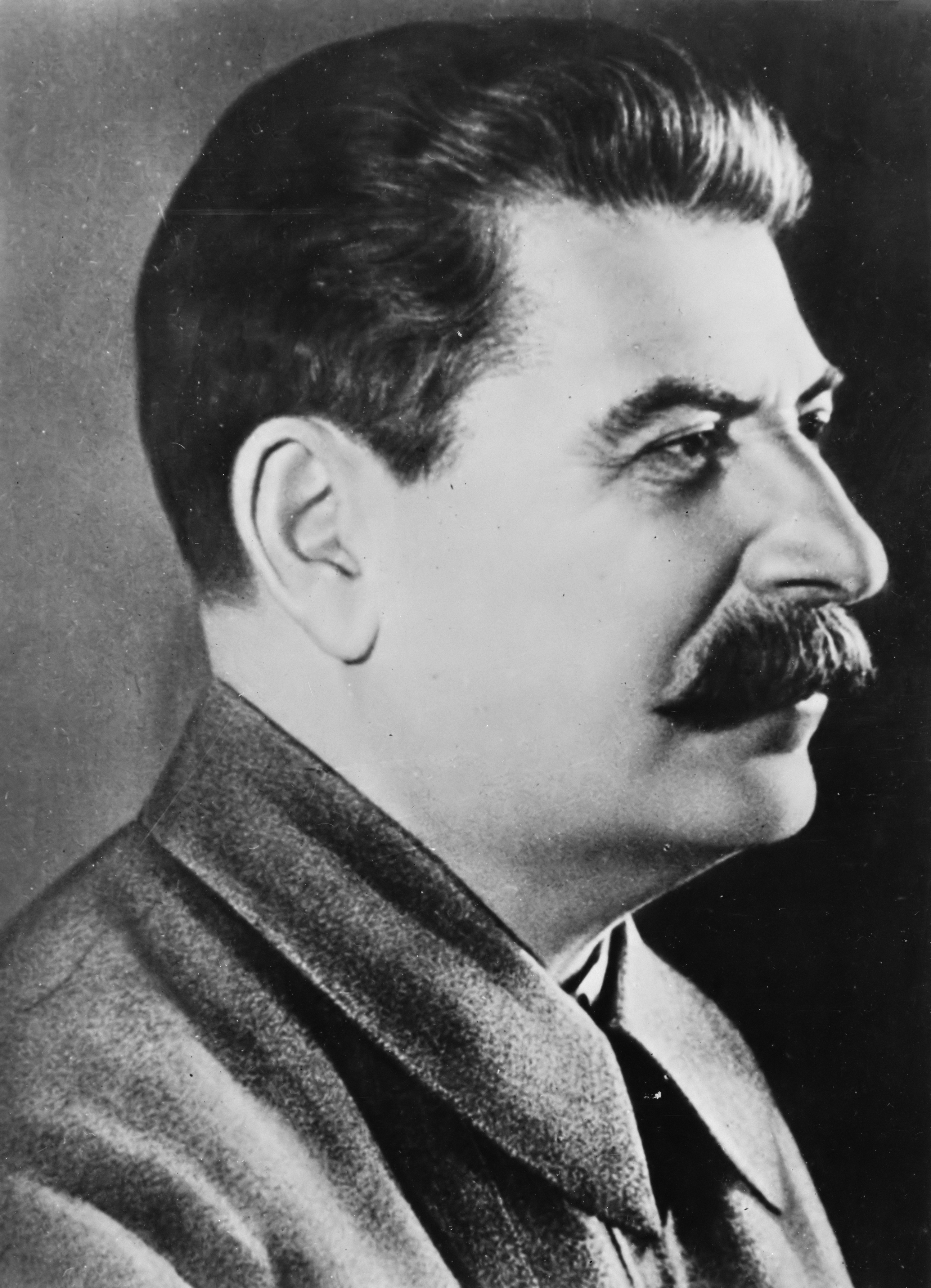
O governo de Stalin foi considerado pelos ideólogos da era pós-Stalin como aquele que interrompeu a tomada de decisão coletiva e promoveu o culto do indivíduo.

Richard Löwenthal, um professor alemão, acreditava que a União Soviética havia evoluído de um estado totalitário sob o domínio de Joseph Stalin em um sistema que ele chamou de "autoritarismo pós-totalitário", ou "oligarquia burocrática autoritária", argumentando que o país permaneceu autoritário na prática. No entanto, reduziu consideravelmente a escala de repressão e permitiu um nível muito maior de pluralismo na vida pública. Em um artigo de 1960, Löwenthal escreveu que a liderança de um homem só era "a regra de linha normal em um Estado de partido único". A maioria dos observadores do primeiro mundo tendia a concordar com Löwenthal, alegando que uma liderança coletiva em um país autoritário era "intrinsecamente impraticável" na prática, alegando que uma liderança coletiva, mais cedo ou mais tarde, sempre cederia ao governo de um só. Em uma interpretação diferente, a União Soviética foi vista entrando em períodos de "oligarquia" e "governo pessoal limitado". A oligarquia, no sentido de que nenhum indivíduo poderia "impedir a adoção de políticas às quais possa se opor", era vista como uma forma instável de governo. "Governo pessoal limitado" era um tipo de governo em que as principais decisões políticas não podiam ser tomadas sem o consentimento do líder, enquanto esse teve que tolerar alguma oposição às suas políticas e à sua liderança em geral.
O historiador T. H. Rigby afirmou que a liderança soviética estava estabelecendo freios e contrapesos dentro do partido para garantir a estabilidade da liderança coletiva. O professor Jerome Gilison argumentou que a liderança coletiva havia se tornado o padrão de governo "normal" da União Soviética. Ele argumentou que o partido havia estabelecido com sucesso freios e contrapesos para garantir sua continuidade. O governo de Khrushchev foi, de acordo com Gilison, a prova de que o domínio de um só homem na política soviética havia terminado. Como ele observou, Khrushchev "foi forçado a recuar sem cerimônia de posições anteriormente declaradas". Dennis Ross, um diplomata norte-americano, acreditava que a liderança da era Brezhnev havia evoluído para um "governo por comitê", apontando várias decisões coletivas do Politburo como evidência. Grey Hodnett, outro analista, acredita que a "comunicação mais livre" e o "acesso a informações oficiais relevantes" durante a era Brezhnev contribuíram para fortalecer a liderança coletiva do Politburo.
De acordo com Thomas A. Baylis, autor de Governing by Committee, a existência de liderança coletiva deveu-se aos membros do Politburo, reforçando suas próprias posições, fortalecendo o coletivo. Ellen Jones, uma educadora, observou como cada membro do Politburo se especializou em seu próprio campo e atuou como porta-voz da área. O grupo dominante, acreditava Jones, agia como um "governo de coalizão" de várias forças. Esse desenvolvimento levou alguns a acreditar que a União Soviética havia evoluído para neocorporativismo. Relacionamento pessoal foi criado para garantir suporte ao grupo. "Partidacionismo pessoal", como Baylis o chama, poderia fortalecer ou enfraquecer a maioria da liderança coletiva.
Robert Osborn escreveu em 1974 que a liderança coletiva não significava necessariamente que o Comitê Central, o Politburo e o Conselho de Ministros eram politicamente iguais sem uma figura de liderança clara. Baylis acreditava que o cargo de secretário-geral poderia ser comparado ao cargo de primeiro-ministro no sistema de Westminster. O secretário-geral no sistema político soviético agia como o principal intermediário nas sessões do Politburo e podia ser considerado "o líder do partido" devido às suas habilidades de negociação. Em outras palavras, o secretário-geral precisava manter o consenso do Politburo se quisesse permanecer no cargo.

## Outros
Os partidos verdes e socialistas frequentemente praticam liderança coletiva, seja através de co-líderes ou através de vários co-porta-vozes. Essa prática é muitas vezes justificada pela tomada de decisão consensual e no equilíbrio de gênero. Entre os partidos com liderança coletiva estão o Bloco de Esquerda de Portugal, Partido Verde dos Estados Unidos, Solidariedade e Socialista da Irlanda.

### China
A liderança coletiva na China e no Partido Comunista Chinês (PCC) é geralmente considerada como tendo começado com Deng Xiaoping no final dos anos 1970, que tentou encorajar o Comitê Permanente do Politburo do PCC governar por consenso a fim de evitar o autoritarismo de governo maoísta. O secretário-geral Jiang Zemin estabeleceu-se formalmente como o "primeiro entre iguais". Diz-se que esta era de liderança coletiva terminou com Xi Jinping, após a abolição de limites de mandato em 2018 sob seu mandato.
Atualmente, a autoridade central do governo chinês e do PCC está concentrada no Comitê Permanente do Politburo do PCC, que é composto por sete membros do Partido Comunista e chefiado pelo secretário-geral do PCC. A posição de secretário-geral do PCC tornou-se mais poderosa na administração de Xi Jinping.

### Governo diretorial
O governo diretorial é um sistema de governo no qual o poder executivo é exercido por um grupo de pessoas que operam sob um sistema de colegialidade. Embora possa haver um líder nominal, o cargo é considerado cerimonial ou um "primeiro entre iguais" e normalmente gira entre seus membros.